# (73717) 1993 BV4
(73717) 1993 BV4 – planetoida z pasa głównego asteroid okrążająca Słońce w ciągu 3,55 lat w średniej odległości 2,32 j.a. Odkryta 27 stycznia 1993 roku.